# Liste der Nummer-eins-Hits in Irland (2022)
Dies ist eine Liste der Nummer-eins-Hits in Irland im Jahr 2022. Sie basiert auf den offiziellen Top 100 der irischen Single- und Albumcharts, die im Auftrag der Irish Recorded Music Association (IRMA) erstellt werden.

## Singles
| ← 2021 ← | Liste der Nummer-eins-Hits in Irland | Liste der Nummer-eins-Hits in Irland                                                      | Liste der Nummer-eins-Hits in Irland | 2023 →                    |
| \| Zeitraum \| Wo. ges. \| Interpret \| Titel Autor(en) \| Zusätzliche Informationen \| \| (Zeitraum, Wochen auf Platz eins, Interpret, Titel, Autor[en], zusätzliche Informationen) \| \| \| \| \| \| ----------------------------------------------------------------------------------------- \| -------- \| ----------------------------------------------------------------------------------------- \| ------------------------------------------------------------------------------------------------------------------------------------------------------------------------------ \| ------------------------- \| \| 24. Dezember 2021 – 6. Januar 2022 2 Wochen \| 2 \| Elton John & Ed Sheeran \| Merry Christmas Edward Christopher Sheeran, Elton John \| – \| \| 7. Januar 2022 – 13. Januar 2022 1 Woche (insgesamt 3) \| 3 \| Gayle \| Abcdefu Sara Elizabeth Davis, David Bruce Pittenger, Taylor Gayle Rutherfurd \| – \| \| 14. Januar 2022 – 20. Januar 2022 1 Woche \| 1 \| Lauren Spencer-Smith \| Fingers Crossed Lauren Spencer-Smith, Fransisca Hall, Jakke Erixson \| – \| \| 21. Januar 2022 – 3. Februar 2022 2 Wochen (insgesamt 3) \| 3 \| Gayle \| Abcdefu Sara Elizabeth Davis, David Bruce Pittenger, Taylor Gayle Rutherfurd \| – \| \| 4. Februar 2022 – 17. Februar 2022 2 Wochen \| 2 \| Adassa, Stephanie Beatriz, Mauro Castillo, Rhenzy Feliz, Carolina Gaitán & Diane Guerrero \| We Don’t Talk About Bruno Lin-Manuel Miranda \| – \| \| 18. Februar 2022 – 24. Februar 2022 1 Woche \| 1 \| Lost Frequencies & Calum Scott \| Where Are You Now Felix Safran De Laet, Sebastian Arman, Joacim Bo Persson, Dag Daniel Osmund Lundberg, Michael Patrick Kelly \| – \| \| 25. Februar 2022 – 10. März 2022 2 Wochen \| 2 \| Belters Only feat. Jazzy \| Make Me Feel Good Conor Bissett, Yasmine Nicole Byrne \| – \| \| 11. März 2022 – 7. April 2022 4 Wochen \| 4 \| Dave \| Starlight David Omoregie \| – \| \| 8. April 2022 – 16. Juni 2022 10 Wochen \| 10 \| Harry Styles \| As It Was Harry Edward Styles, Thomas Edward Percy Hull, Tyler Sam Johnson \| – \| \| 17. Juni 2022 – 4. August 2022 7 Wochen \| 7 \| Kate Bush \| Running Up That Hill (A Deal with God) Kate Bush \| – \| \| 5. August 2022 – 18. August 2022 2 Wochen \| 2 \| Beyoncé \| Break My Soul Beyoncé Giselle Knowles-Carter, Terius Gesteelde-Diamant, Christopher A. Stewart, S. Carter, George Allen, Fred Craig McFarlane, Adam James Pigott, Freddie Ross \| – \| \| 19. August 2022 – 29. September 2022 6 Wochen \| 6 \| Eliza Rose & Interplanetary Criminal \| B.O.T.A. (Baddest of Them All) Eliza Rose \| – \| \| 30. September 2022 – 27. Oktober 2022 4 Wochen \| 4 \| Sam Smith feat. Kim Petras \| Unholy Samuel Frederick Smith, Omer Fedi, James John Napier, Kim Petras, Ilya Salmanzadeh, Henry Russell Walter, Blake Slatkin \| – \| \| 28. Oktober 2022 – 8. Dezember 2022 6 Wochen \| 6 \| Taylor Swift \| Anti-Hero Taylor Alison Swift, Jack Michael Antonoff \| – \| \| 9. Dezember 2022 – 29. Dezember 2022 3 Wochen (insgesamt 5) \| 5 \| Raye feat. 070 Shake \| Escapism Rachel Keen, Mike Sabath, Danielle Balbuena \| – \| \| 30. Dezember 2022 – 5. Januar 2023 1 Woche (insgesamt 2) \| 2 \| Wham! \| Last Christmas George Michael \| – \| |                                      |                                                                                           | |                           |
| ← 2021 |                                      |                                                                                           | | → 2023 →                  |
| Zeitraum | Wo. ges.                             | Interpret                                                                                 | Titel Autor(en) | Zusätzliche Informationen |
| (Zeitraum, Wochen auf Platz eins, Interpret, Titel, Autor[en], zusätzliche Informationen) |                                      |                                                                                           | |                           |
| 24. Dezember 2021 – 6. Januar 2022 2 Wochen | 2                                    | Elton John & Ed Sheeran                                                                   | Merry Christmas Edward Christopher Sheeran, Elton John | –                         |
| 7. Januar 2022 – 13. Januar 2022 1 Woche (insgesamt 3) | 3                                    | Gayle                                                                                     | Abcdefu Sara Elizabeth Davis, David Bruce Pittenger, Taylor Gayle Rutherfurd                                                                                                   | –                         |
| 14. Januar 2022 – 20. Januar 2022 1 Woche | 1                                    | Lauren Spencer-Smith                                                                      | Fingers Crossed Lauren Spencer-Smith, Fransisca Hall, Jakke Erixson | –                         |
| 21. Januar 2022 – 3. Februar 2022 2 Wochen (insgesamt 3) | 3                                    | Gayle                                                                                     | Abcdefu Sara Elizabeth Davis, David Bruce Pittenger, Taylor Gayle Rutherfurd                                                                                                   | –                         |
| 4. Februar 2022 – 17. Februar 2022 2 Wochen | 2                                    | Adassa, Stephanie Beatriz, Mauro Castillo, Rhenzy Feliz, Carolina Gaitán & Diane Guerrero | We Don’t Talk About Bruno Lin-Manuel Miranda | –                         |
| 18. Februar 2022 – 24. Februar 2022 1 Woche | 1                                    | Lost Frequencies & Calum Scott                                                            | Where Are You Now Felix Safran De Laet, Sebastian Arman, Joacim Bo Persson, Dag Daniel Osmund Lundberg, Michael Patrick Kelly                                                  | –                         |
| 25. Februar 2022 – 10. März 2022 2 Wochen | 2                                    | Belters Only feat. Jazzy                                                                  | Make Me Feel Good Conor Bissett, Yasmine Nicole Byrne | –                         |
| 11. März 2022 – 7. April 2022 4 Wochen | 4                                    | Dave                                                                                      | Starlight David Omoregie | –                         |
| 8. April 2022 – 16. Juni 2022 10 Wochen | 10                                   | Harry Styles                                                                              | As It Was Harry Edward Styles, Thomas Edward Percy Hull, Tyler Sam Johnson | –                         |
| 17. Juni 2022 – 4. August 2022 7 Wochen | 7                                    | Kate Bush                                                                                 | Running Up That Hill (A Deal with God) Kate Bush | –                         |
| 5. August 2022 – 18. August 2022 2 Wochen | 2                                    | Beyoncé                                                                                   | Break My Soul Beyoncé Giselle Knowles-Carter, Terius Gesteelde-Diamant, Christopher A. Stewart, S. Carter, George Allen, Fred Craig McFarlane, Adam James Pigott, Freddie Ross | –                         |
| 19. August 2022 – 29. September 2022 6 Wochen | 6                                    | Eliza Rose & Interplanetary Criminal                                                      | B.O.T.A. (Baddest of Them All) Eliza Rose | –                         |
| 30. September 2022 – 27. Oktober 2022 4 Wochen | 4                                    | Sam Smith feat. Kim Petras                                                                | Unholy Samuel Frederick Smith, Omer Fedi, James John Napier, Kim Petras, Ilya Salmanzadeh, Henry Russell Walter, Blake Slatkin                                                 | –                         |
| 28. Oktober 2022 – 8. Dezember 2022 6 Wochen | 6                                    | Taylor Swift                                                                              | Anti-Hero Taylor Alison Swift, Jack Michael Antonoff | –                         |
| 9. Dezember 2022 – 29. Dezember 2022 3 Wochen (insgesamt 5) | 5                                    | Raye feat. 070 Shake                                                                      | Escapism Rachel Keen, Mike Sabath, Danielle Balbuena | –                         |
| 30. Dezember 2022 – 5. Januar 2023 1 Woche (insgesamt 2) | 2                                    | Wham!                                                                                     | Last Christmas George Michael | –                         |

## Alben
| ← 2021 ← | Liste der Nummer-eins-Hits in Irland | Liste der Nummer-eins-Hits in Irland              | Liste der Nummer-eins-Hits in Irland | 2023 →                                                                                  |
| \| Zeitraum \| Wo. ges. \| Interpret \| Titel \| Zusätzliche Informationen \| \| (Zeitraum, Wochen auf Platz eins, Interpret, Titel, zusätzliche Informationen) \| \| \| \| \| \| ------------------------------------------------------------------------------ \| -------- \| ------------------------------------------------- \| --------------------------------- \| --------------------------------------------------------------------------------------- \| \| 26. November 2021 – 6. Januar 2022 6 Wochen \| 6 \| Adele \| 30 \| – \| \| 7. Januar 2022 – 13. Januar 2022 1 Woche (insgesamt 5) \| 5 \| Ed Sheeran \| = \| – \| \| 14. Januar 2022 – 27. Januar 2022 2 Wochen \| 2 \| The Weeknd \| Dawn FM \| – \| \| 28. Januar 2022 – 3. Februar 2022 1 Woche \| 1 \| Meat Loaf \| Bat Out of Hell \| – \| \| 4. Februar 2022 – 17. Februar 2022 2 Wochen (insgesamt 21) \| 21 \| Olivia Rodrigo \| Sour \| – \| \| 18. Februar 2022 – 24. Februar 2022 1 Woche (insgesamt 5) \| 5 \| Ed Sheeran \| = \| – \| \| 25. Februar 2022 – 10. März 2022 2 Wochen (insgesamt 21) \| 21 \| Olivia Rodrigo \| Sour \| – \| \| 11. März 2022 – 17. März 2022 1 Woche \| 1 \| CMAT \| If My Wife New I’d Be Dead \| – \| \| 18. März 2022 – 24. März 2022 1 Woche (insgesamt 21) \| 21 \| Olivia Rodrigo \| Sour \| – \| \| 25. März 2022 – 31. März 2022 1 Woche \| 1 \| Charli XCX \| Crash \| – \| \| 1. April 2022 – 7. April 2022 1 Woche (insgesamt 21) \| 21 \| Olivia Rodrigo \| Sour \| – \| \| 8. April 2022 – 14. April 2022 1 Woche \| 1 \| Red Hot Chili Peppers \| Unlimited Love \| – \| \| 15. April 2022 – 21. April 2022 1 Woche (insgesamt 21) \| 21 \| Olivia Rodrigo \| Sour \| – \| \| 22. April 2022 – 28. April 2022 1 Woche (insgesamt 5) \| 5 \| Ed Sheeran \| = \| – \| \| 29. April 2022 – 5. Mai 2022 1 Woche \| 1 \| Fontaines D. C. \| Skinty Fia \| Die irische Post-Punk-Band schaffte es mit ihrem dritten Album erstmals auf Platz eins. \| \| 6. Mai 2022 – 12. Mai 2022 1 Woche (insgesamt 5) \| 5 \| Ed Sheeran \| = \| – \| \| 13. Mai 2022 – 19. Mai 2022 1 Woche \| 1 \| Arcade Fire \| We \| – \| \| 20. Mai 2022 – 26. Mai 2022 1 Woche \| 1 \| Kendrick Lamar \| Mr. Morale & the Big Steppers \| – \| \| 27. Mai 2022 – 7. Juli 2022 6 Wochen (insgesamt 17) \| 17 \| Harry Styles \| Harry’s House \| – \| \| 8. Juli 2022 – 14. Juli 2022 1 Woche \| 1 \| Paolo Nutini \| Last Night in the Bittersweet \| – \| \| 15. Juli 2022 – 28. Juli 2022 2 Wochen (insgesamt 17) \| 17 \| Harry Styles \| Harry’s House \| – \| \| 29. Juli 2022 – 4. August 2022 1 Woche \| 1 \| Gavin James \| The Sweetest Part \| – \| \| 5. August 2022 – 11. August 2022 1 Woche \| 1 \| Beyoncé \| Renaissance \| – \| \| 12. August 2022 – 8. September 2022 4 Wochen (insgesamt 17) \| 17 \| Harry Styles \| Harry’s House \| – \| \| 9. September 2022 – 15. September 2022 1 Woche \| 1 \| Yungblud \| Yungblud \| – \| \| 16. September 2022 – 22. September 2022 1 Woche \| 1 \| Robbie Williams \| XXV \| – \| \| 23. September 2022 – 13. Oktober 2022 3 Wochen (insgesamt 17) \| 17 \| Harry Styles \| Harry’s House \| – \| \| 14. Oktober 2022 – 20. Oktober 2022 1 Woche \| 1 \| The Coronas \| Time Stopped \| – \| \| 21. Oktober 2022 – 27. Oktober 2022 1 Woche \| 1 \| The 1975 \| Being Funny in a Foreign Language \| – \| \| 28. Oktober 2022 – 24. November 2022 4 Wochen (insgesamt 9) \| 9 \| Taylor Swift \| Midnights \| – \| \| 25. November 2022 – 22. Dezember 2022 4 Wochen (insgesamt 8) \| 8 \| Dermot Kennedy \| Sonder \| – \| \| 23. Dezember 2022 – 29. Dezember 2022 1 Woche \| 1 \| Andrea Bocelli, Matteo Bocelli & Virginia Bocelli \| A Family Christmas \| – \| \| 30. Dezember 2022 – 5. Januar 2023 1 Woche (insgesamt 8) \| 8 \| Dermot Kennedy \| Sonder \| – \| |                                      |                                                   |                                      |                                                                                         |
| ← 2021 |                                      |                                                   |                                      | → 2023 →                                                                                |
| Zeitraum | Wo. ges.                             | Interpret                                         | Titel                                | Zusätzliche Informationen                                                               |
| (Zeitraum, Wochen auf Platz eins, Interpret, Titel, zusätzliche Informationen) |                                      |                                                   |                                      |                                                                                         |
| 26. November 2021 – 6. Januar 2022 6 Wochen | 6                                    | Adele                                             | 30                                   | –                                                                                       |
| 7. Januar 2022 – 13. Januar 2022 1 Woche (insgesamt 5) | 5                                    | Ed Sheeran                                        | =                                    | –                                                                                       |
| 14. Januar 2022 – 27. Januar 2022 2 Wochen | 2                                    | The Weeknd                                        | Dawn FM                              | –                                                                                       |
| 28. Januar 2022 – 3. Februar 2022 1 Woche | 1                                    | Meat Loaf                                         | Bat Out of Hell                      | –                                                                                       |
| 4. Februar 2022 – 17. Februar 2022 2 Wochen (insgesamt 21) | 21                                   | Olivia Rodrigo                                    | Sour                                 | –                                                                                       |
| 18. Februar 2022 – 24. Februar 2022 1 Woche (insgesamt 5) | 5                                    | Ed Sheeran                                        | =                                    | –                                                                                       |
| 25. Februar 2022 – 10. März 2022 2 Wochen (insgesamt 21) | 21                                   | Olivia Rodrigo                                    | Sour                                 | –                                                                                       |
| 11. März 2022 – 17. März 2022 1 Woche | 1                                    | CMAT                                              | If My Wife New I’d Be Dead           | –                                                                                       |
| 18. März 2022 – 24. März 2022 1 Woche (insgesamt 21) | 21                                   | Olivia Rodrigo                                    | Sour                                 | –                                                                                       |
| 25. März 2022 – 31. März 2022 1 Woche | 1                                    | Charli XCX                                        | Crash                                | –                                                                                       |
| 1. April 2022 – 7. April 2022 1 Woche (insgesamt 21) | 21                                   | Olivia Rodrigo                                    | Sour                                 | –                                                                                       |
| 8. April 2022 – 14. April 2022 1 Woche | 1                                    | Red Hot Chili Peppers                             | Unlimited Love                       | –                                                                                       |
| 15. April 2022 – 21. April 2022 1 Woche (insgesamt 21) | 21                                   | Olivia Rodrigo                                    | Sour                                 | –                                                                                       |
| 22. April 2022 – 28. April 2022 1 Woche (insgesamt 5) | 5                                    | Ed Sheeran                                        | =                                    | –                                                                                       |
| 29. April 2022 – 5. Mai 2022 1 Woche | 1                                    | Fontaines D. C.                                   | Skinty Fia                           | Die irische Post-Punk-Band schaffte es mit ihrem dritten Album erstmals auf Platz eins. |
| 6. Mai 2022 – 12. Mai 2022 1 Woche (insgesamt 5) | 5                                    | Ed Sheeran                                        | =                                    | –                                                                                       |
| 13. Mai 2022 – 19. Mai 2022 1 Woche | 1                                    | Arcade Fire                                       | We                                   | –                                                                                       |
| 20. Mai 2022 – 26. Mai 2022 1 Woche | 1                                    | Kendrick Lamar                                    | Mr. Morale & the Big Steppers        | –                                                                                       |
| 27. Mai 2022 – 7. Juli 2022 6 Wochen (insgesamt 17) | 17                                   | Harry Styles                                      | Harry’s House                        | –                                                                                       |
| 8. Juli 2022 – 14. Juli 2022 1 Woche | 1                                    | Paolo Nutini                                      | Last Night in the Bittersweet        | –                                                                                       |
| 15. Juli 2022 – 28. Juli 2022 2 Wochen (insgesamt 17) | 17                                   | Harry Styles                                      | Harry’s House                        | –                                                                                       |
| 29. Juli 2022 – 4. August 2022 1 Woche | 1                                    | Gavin James                                       | The Sweetest Part                    | –                                                                                       |
| 5. August 2022 – 11. August 2022 1 Woche | 1                                    | Beyoncé                                           | Renaissance                          | –                                                                                       |
| 12. August 2022 – 8. September 2022 4 Wochen (insgesamt 17) | 17                                   | Harry Styles                                      | Harry’s House                        | –                                                                                       |
| 9. September 2022 – 15. September 2022 1 Woche | 1                                    | Yungblud                                          | Yungblud                             | –                                                                                       |
| 16. September 2022 – 22. September 2022 1 Woche | 1                                    | Robbie Williams                                   | XXV                                  | –                                                                                       |
| 23. September 2022 – 13. Oktober 2022 3 Wochen (insgesamt 17) | 17                                   | Harry Styles                                      | Harry’s House                        | –                                                                                       |
| 14. Oktober 2022 – 20. Oktober 2022 1 Woche | 1                                    | The Coronas                                       | Time Stopped                         | –                                                                                       |
| 21. Oktober 2022 – 27. Oktober 2022 1 Woche | 1                                    | The 1975                                          | Being Funny in a Foreign Language    | –                                                                                       |
| 28. Oktober 2022 – 24. November 2022 4 Wochen (insgesamt 9) | 9                                    | Taylor Swift                                      | Midnights                            | –                                                                                       |
| 25. November 2022 – 22. Dezember 2022 4 Wochen (insgesamt 8) | 8                                    | Dermot Kennedy                                    | Sonder                               | –                                                                                       |
| 23. Dezember 2022 – 29. Dezember 2022 1 Woche | 1                                    | Andrea Bocelli, Matteo Bocelli & Virginia Bocelli | A Family Christmas                   | –                                                                                       |
| 30. Dezember 2022 – 5. Januar 2023 1 Woche (insgesamt 8) | 8                                    | Dermot Kennedy                                    | Sonder                               | –                                                                                       |